# Johan Hedberg
Claes Johan Hedberg (ur. 5 maja 1973 w Nacka) – szwedzki hokeista, reprezentant Szwecji, dwukrotny olimpijczyk.

## Kariera
- Leksand J18 (1987–1989)
- Leksand J20 (1989–1992)
- Leksand (1992–1996)
- Baton Rouge Kingfish (1996)
- Manitoba Moose (1997)
- Detroit Vipers (1998)
- Leksand (1998–1999)
- Kentucky Thoroughblades (1999–2000)
- Manitoba Moose (2000–2001)
- Pittsburgh Penguins (2001–2003)
- Vancouver Canucks (2003–2004)
- Manitoba Moose (2004)
- Leksand (2004–2005)
- Dallas Stars (2005–2006)
- Atlanta Thrashers (2006–2010)
- New Jersey Devils (2010–2013)
- Albany Devils (2014)

Wychowanek klubu Leksands IF. Od lipca 2010 roku zawodnik New Jersey Devils. W lipcu 2012 przedłużył kontrakt o dwa lata. Z klubu odszedł po sezonie 2012/2013. W lutym 2014 krótkotrwale zawodnik Albany Devils.
Uczestniczył w turniejach mistrzostw świata w 1994, 1997, 1998, 1999, Pucharu Świata 1996 oraz zimowych igrzysk olimpijskich 1998, 2002.

## Sukcesy

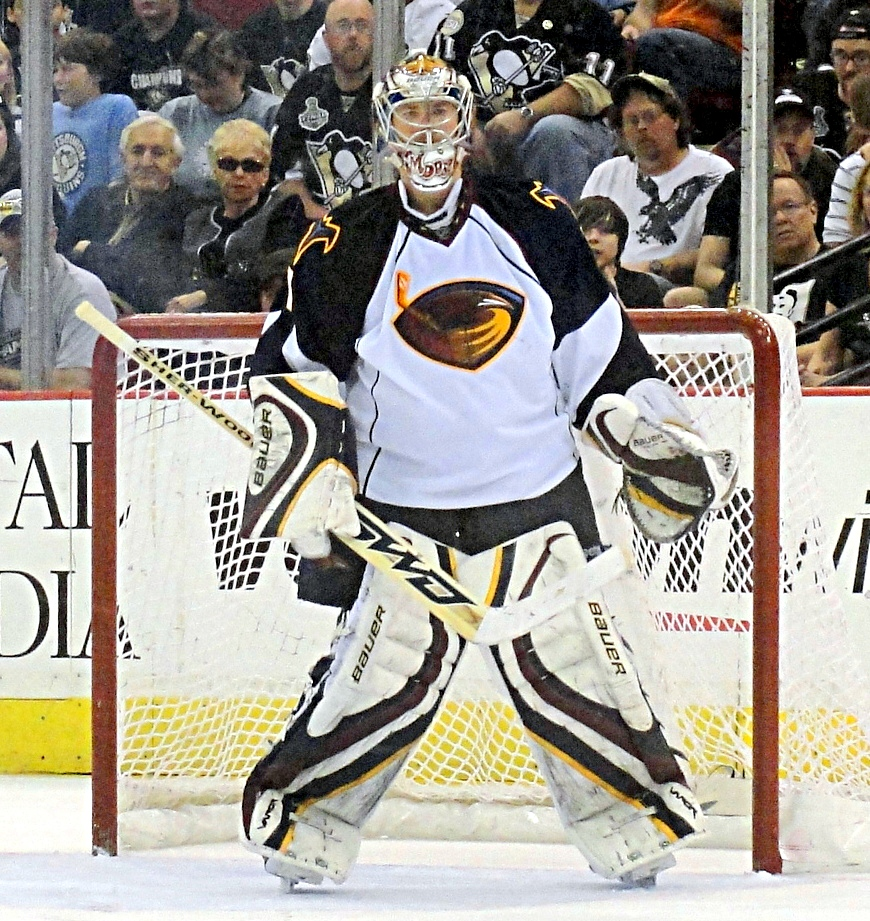
Johan Hedberg w barwach Atlanta Thrashers (2010)

Reprezentacyjne
- Brązowy medal mistrzostw świata: 1994, 1999
- Srebrny medal mistrzostw świata: 1997
- Złoty medal mistrzostw świata: 1999

Klubowe
- Mistrzostwo Allsvenskan: 2005 z Leksand
- Awans do Elitserien: 2005 z Leksand
- Mistrzostwo dywizji NHL: 2006 z Dallas Stars, 2007 z Atlanta Thrashers
- Mistrz konferencji NHL: 2012 z New Jersey Devils

Indywidualne
- Elitserien 1992/1993: pierwsze miejsce w klasyfikacji skuteczności interwencji
- NHL (2004/2005): w barwach Dallas Stars zaliczył dwie asysty w meczu z St. Louis Blues 26 grudnia 2005